# بيتر دي يونغ
بيتر دي يونغ (بالإنجليزية: Peter de Jonge)‏ (5 أبريل 1964)؛ صحفي وروائي أمريكي. درس في جامعة برنستون.

## روابط خارجية
- بيتر دي يونغ على موقع IMDb (الإنجليزية)
- بيتر دي يونغ على موقع ديسكوغز (الإنجليزية)